# 魏復琦
魏復琦（？—？），字献五，河南汝宁府光州固始縣人。

## 生平
万历十九年（1591年）辛卯科河南乡试举人，四十一年（1613年）癸丑科進士，四十二年任宁波府推官，丰儀整伟，喜怒不见色，为政务持大体。去郡三十里，旧有碶自宋大观更筑为塘，岁有圮陷，乙卯秋七月雨浃旬，塘中断，守堤吏率农人莫知措，及冬，复琦署邑事，询民急，首此役，越日一诣塘，无少倦，竣于丙辰春，名曰“魏公塘”。又及陆家堰、铜盆埔、大石堰，皆以不日成之，其他絶余羡，厉風猷，平冤抑，恤颠运，不能以一二详也。